# Millenáris
Millenáris, anciennement Millenáris Park, est un grand espace vert du 2e arrondissement de Budapest, dans le quartier d'Országút. Il s'agit d'une ancienne friche industrielle reconvertie en un centre culturel et de loisirs, dans lequel on trouve le Palais des Merveilles (hu), la Galerie Pixel, un théâtre et plusieurs halls d'expositions et concerts. 